# Danh sách cầu thủ tham dự cúp bóng đá Nam Mỹ 2024
Cúp bóng đá Nam Mỹ 2024 là một giải đấu bóng đá quốc tế được tổ chức tại Mỹ từ ngày 20 tháng 6 đến ngày 14 tháng 7 năm 2024. 16 đội tuyển quốc gia tham gia giải đấu được yêu cầu đăng ký một đội hình từ 23 đến 26 cầu thủ, trong đó ba cầu thủ phải là thủ môn, và đội hình được chốt trước ngày 15 tháng 6 năm 2024. Chỉ những cầu thủ trong những đội hình này mới đủ điều kiện tham gia giải đấu.
Danh sách cầu thủ sơ bộ từ 35 đến 55 cầu thủ cho mỗi đội tuyển quốc gia đã được gửi tới CONMEBOL vào ngày 5 tháng 5 năm 2024, một tháng trước trận khai mạc của giải đấu. Danh sách sơ bộ này chưa được CONMEBOL công khai. Từ đội hình sơ bộ, danh sách cầu thủ chính thức gồm 26 cầu thủ cho mỗi đội tuyển quốc gia phải được đệ trình lên CONMEBOL trước 18:00 PYT (UTC−4) ngày 15 tháng 6 năm 2024, một tuần trước trận khai mạc của giải đấu. Trong trường hợp một cầu thủ trong danh sách đội hình được gửi bị chấn thương hoặc bệnh tật trước trận đấu đầu tiên của giải đấu, cầu thủ đó có thể được thay thế, miễn là bác sĩ đội và bác sĩ từ Ủy ban Y tế CONMEBOL đều xác nhận rằng chấn thương hoặc bệnh tật đủ nghiêm trọng để ngăn cầu thủ tham gia giải đấu. Nếu một thủ môn bị chấn thương hoặc bệnh tật sau trận đấu đầu tiên của giải đấu, anh ta vẫn có thể bị thay thế, ngay cả khi các thủ môn khác trong đội hình vẫn có sẵn. Cầu thủ đã được thay thế trong danh sách cầu thủ không thể được đưa vào danh sách.
Quy định ban đầu yêu cầu các đội tuyển phải có đầy đủ tối đa 23 cầu thủ, song các thành viên trong các liên đoàn bóng đá đề xuất CONMEBOL đăng ký 26 cầu thủ thay vì 23 cầu thủ như trước đây. Đến ngày 16 tháng 5 năm 2024, đề xuất này đã được CONMEBOL chấp thuận.
Vị trí được liệt kê cho mỗi cầu thủ nằm trong danh sách đội hình chính thức do CONMEBOL công bố. Độ tuổi được liệt kê cho mỗi cầu thủ là vào ngày 20 tháng 6 năm 2024, ngày đầu tiên của giải đấu. Số lần khoác áo và số bàn thắng được liệt kê cho mỗi cầu thủ không bao gồm bất kỳ trận đấu nào được thi đấu sau khi bắt đầu giải đấu. Câu lạc bộ được liệt kê là câu lạc bộ dành cho cầu thủ cuối cùng đã thi đấu một trận đấu cạnh tranh trước giải đấu. Quốc tịch của mỗi câu lạc bộ phản ánh hiệp hội quốc gia (không phải giải đấu) mà câu lạc bộ được liên kết. Một lá cờ được thể hiện bao gồm cho các huấn luyện viên có quốc tịch khác với đội tuyển quốc gia của họ.

## Bảng A

### Argentina
Huấn luyện viên: Lionel Scaloni
Argentina đã công bố đội hình 26 cầu thủ chính thức tham dự giải đấu vào ngày 15 tháng 6 năm 2024.
| Số | VT | Cầu thủ                   | Ngày sinh (tuổi)            | Trận | Bàn | Câu lạc bộ        |
| -- | -- | ------------------------- | --------------------------- | ---- | --- | ----------------- |
| 1  | TM | Franco Armani             | 16 tháng 10, 1986 (37 tuổi) | 19   | 0   | River Plate       |
| 2  | HV | Lucas Martínez Quarta     | 10 tháng 5, 1996 (28 tuổi)  | 14   | 0   | Fiorentina        |
| 3  | HV | Nicolás Tagliafico        | 31 tháng 8, 1992 (31 tuổi)  | 57   | 1   | Lyon              |
| 4  | HV | Gonzalo Montiel           | 1 tháng 1, 1997 (27 tuổi)   | 26   | 1   | Nottingham Forest |
| 5  | TV | Leandro Paredes           | 29 tháng 6, 1994 (29 tuổi)  | 62   | 5   | Roma              |
| 6  | HV | Germán Pezzella           | 27 tháng 6, 1991 (32 tuổi)  | 40   | 3   | Real Betis        |
| 7  | TV | Rodrigo De Paul           | 24 tháng 5, 1994 (30 tuổi)  | 64   | 2   | Atlético Madrid   |
| 8  | HV | Marcos Acuña              | 28 tháng 10, 1991 (32 tuổi) | 57   | 0   | Sevilla           |
| 9  | TĐ | Julián Álvarez            | 31 tháng 1, 2000 (24 tuổi)  | 31   | 7   | Manchester City   |
| 10 | TĐ | Lionel Messi (đội trưởng) | 24 tháng 6, 1987            | 182  | 108 | Inter Miami CF    |
| 11 | TĐ | Ángel Di María (đội phó)  | 14 tháng 2, 1988 (36 tuổi)  | 140  | 31  | Benfica           |
| 12 | TM | Gerónimo Rulli            | 20 tháng 5, 1992 (32 tuổi)  | 4    | 0   | Ajax              |
| 13 | HV | Cristian Romero           | 27 tháng 4, 1998 (26 tuổi)  | 31   | 3   | Tottenham Hotspur |
| 14 | TV | Exequiel Palacios         | 5 tháng 10, 1998 (25 tuổi)  | 29   | 0   | Bayer Leverkusen  |
| 15 | TĐ | Nicolas Gonzalez          | 6 tháng 4, 1998 (26 tuổi)   | 34   | 5   | Fiorentina        |
| 16 | TV | Giovani Lo Celso          | 9 tháng 4, 1996 (28 tuổi)   | 52   | 3   | Tottenham Hotspur |
| 17 | TĐ | Alejandro Garnacho        | 1 tháng 7, 2004 (19 tuổi)   | 5    | 0   | Manchester United |
| 18 | TV | Guido Rodríguez           | 12 tháng 4, 1994 (30 tuổi)  | 29   | 1   | Real Betis        |
| 19 | HV | Nicolás Otamendi          | 12 tháng 2, 1988 (36 tuổi)  | 112  | 6   | Benfica           |
| 20 | TV | Alexis Mac Allister       | 24 tháng 12, 1998 (25 tuổi) | 26   | 2   | Liverpool         |
| 21 | TĐ | Valentín Carboni          | 5 tháng 3, 2005 (19 tuổi)   | 2    | 0   | Monza             |
| 22 | TĐ | Lautaro Martínez          | 22 tháng 8, 1997 (26 tuổi)  | 58   | 24  | Inter Milan       |
| 23 | TM | Emiliano Martínez         | 2 tháng 9, 1992 (31 tuổi)   | 39   | 0   | Aston Villa       |
| 24 | TV | Enzo Fernández            | 17 tháng 1, 2001 (23 tuổi)  | 23   | 4   | Chelsea           |
| 25 | HV | Lisandro Martínez         | 18 tháng 1, 1998 (26 tuổi)  | 18   | 0   | Manchester United |
| 26 | HV | Nahuel Molina             | 6 tháng 4, 1998 (26 tuổi)   | 38   | 1   | Atlético Madrid   |

### Peru
Huấn luyện viên:  Jorge Fossati
Peru đã công bố đội hình 26 cầu thủ chính thức tham dự giải đấu vào ngày 15 tháng 6 năm 2024. Trước đó, Renato Tapia cho biết anh sẽ không góp mặt tham dự cùng với đội tuyển vì vấn đề hành chính.
| Số | VT | Cầu thủ                     | Ngày sinh (tuổi)            | Trận | Bàn | Câu lạc bộ                |
| -- | -- | --------------------------- | --------------------------- | ---- | --- | ------------------------- |
| 1  | TM | Pedro Gallese               | 23 tháng 2, 1990 (34 tuổi)  | 106  | 0   | Orlando City SC           |
| 2  | HV | Luis Abram                  | 27 tháng 2, 1996 (28 tuổi)  | 41   | 1   | Atlanta United FC         |
| 3  | HV | Aldo Corzo                  | 20 tháng 5, 1989 (35 tuổi)  | 51   | 0   | Universitario             |
| 4  | HV | Anderson Santamaría         | 10 tháng 1, 1992 (32 tuổi)  | 28   | 0   | Santos Laguna             |
| 5  | HV | Carlos Zambrano             | 10 tháng 7, 1989 (34 tuổi)  | 72   | 4   | Alianza Lima              |
| 6  | HV | Marcos López                | 20 tháng 11, 1999 (24 tuổi) | 35   | 0   | Feyenoord                 |
| 7  | TĐ | Andy Polo                   | 29 tháng 9, 1994 (29 tuổi)  | 45   | 1   | Universitario             |
| 8  | TV | Sergio Peña                 | 28 tháng 9, 1995 (28 tuổi)  | 38   | 4   | Malmö FF                  |
| 9  | TĐ | Paolo Guerrero (đội trưởng) | 1 tháng 1, 1984 (40 tuổi)   | 119  | 39  | Universidad César Vallejo |
| 10 | TV | Christian Cueva             | 23 tháng 11, 1991 (32 tuổi) | 98   | 16  | Cầu thủ tự do             |
| 11 | TĐ | Bryan Reyna                 | 23 tháng 8, 1998 (25 tuổi)  | 10   | 2   | Belgrano                  |
| 12 | TM | Carlos Cáceda               | 27 tháng 9, 1991 (32 tuổi)  | 8    | 0   | Melgar                    |
| 13 | TV | Jesús Castillo              | 11 tháng 6, 2001 (23 tuổi)  | 9    | 1   | Gil Vicente               |
| 14 | TĐ | Gianluca Lapadula           | 7 tháng 2, 1990 (34 tuổi)   | 33   | 9   | Cagliari                  |
| 15 | HV | Miguel Araujo               | 24 tháng 10, 1994 (29 tuổi) | 32   | 0   | Portland Timbers          |
| 16 | TV | Wilder Cartagena            | 23 tháng 9, 1994 (29 tuổi)  | 33   | 0   | Orlando City SC           |
| 17 | HV | Luis Advíncula (đội phó)    | 2 tháng 3, 1990 (34 tuổi)   | 118  | 2   | Boca Juniors              |
| 18 | TĐ | André Carrillo              | 14 tháng 6, 1991 (33 tuổi)  | 99   | 11  | Al-Qadsiah                |
| 19 | HV | Oliver Sonne                | 10 tháng 11, 2000 (23 tuổi) | 3    | 0   | Silkeborg                 |
| 20 | TĐ | Edison Flores               | 15 tháng 5, 1994 (30 tuổi)  | 73   | 16  | Universitario             |
| 21 | TM | Diego Romero                | 17 tháng 8, 2001 (22 tuổi)  | 0    | 0   | Universitario             |
| 22 | HV | Alexander Callens           | 4 tháng 5, 1992 (32 tuổi)   | 41   | 1   | Girona                    |
| 23 | TV | Piero Quispe                | 14 tháng 8, 2001 (22 tuổi)  | 6    | 1   | UNAM                      |
| 24 | TĐ | José Rivera                 | 8 tháng 5, 1997 (27 tuổi)   | 3    | 0   | Universitario             |
| 25 | TĐ | Joao Grimaldo               | 20 tháng 2, 2003 (21 tuổi)  | 7    | 1   | Sporting Cristal          |
| 26 | TĐ | Franco Zanelatto            | 9 tháng 5, 2000 (24 tuổi)   | 4    | 0   | Alianza Lima              |

### Chile
Huấn luyện viên:  Ricardo Gareca
Ngày 5 tháng 5 năm 2024, Chile đã công bố đội hình sơ bộ gồm 55 cầu thủ tham gia cho giải đấu. Đến ngày 13 tháng 6 cùng năm, 26 cầu thủ chính thức tham dự giải đấu đã được chốt đơn.
| Số | VT | Cầu thủ                    | Ngày sinh (tuổi)            | Trận | Bàn | Câu lạc bộ           |
| -- | -- | -------------------------- | --------------------------- | ---- | --- | -------------------- |
| 1  | TM | Claudio Bravo (đội trưởng) | 13 tháng 4, 1983 (41 tuổi)  | 148  | 0   | Real Betis           |
| 2  | HV | Gabriel Suazo              | 9 tháng 8, 1997 (26 tuổi)   | 25   | 0   | Toulouse             |
| 3  | HV | Guillermo Maripán          | 6 tháng 5, 1994 (30 tuổi)   | 47   | 2   | Monaco               |
| 4  | HV | Mauricio Isla              | 12 tháng 6, 1988 (36 tuổi)  | 139  | 5   | Independiente        |
| 5  | HV | Paulo Díaz                 | 25 tháng 8, 1994 (29 tuổi)  | 46   | 1   | River Plate          |
| 6  | HV | Thomas Galdames            | 20 tháng 11, 1998 (25 tuổi) | 0    | 0   | Godoy Cruz           |
| 7  | TV | Marcelino Núñez            | 1 tháng 3, 2000 (24 tuổi)   | 25   | 5   | Norwich City         |
| 8  | TĐ | Darío Osorio               | 24 tháng 1, 2004 (20 tuổi)  | 8    | 1   | Midtjylland          |
| 9  | TĐ | Víctor Dávila              | 4 tháng 11, 1997 (26 tuổi)  | 11   | 3   | CSKA Moscow          |
| 10 | TĐ | Alexis Sánchez (đội phó)   | 19 tháng 12, 1988 (35 tuổi) | 163  | 51  | Inter Milan          |
| 11 | TĐ | Eduardo Vargas             | 20 tháng 11, 1989 (34 tuổi) | 109  | 42  | Atlético Mineiro     |
| 12 | TM | Gabriel Arias              | 13 tháng 9, 1987 (36 tuổi)  | 16   | 0   | Racing               |
| 13 | TV | Erick Pulgar               | 15 tháng 1, 1994 (30 tuổi)  | 49   | 4   | Flamengo             |
| 14 | TĐ | Cristián Zavala            | 3 tháng 8, 1999 (24 tuổi)   | 3    | 0   | Colo-Colo            |
| 15 | TV | Diego Valdés               | 30 tháng 1, 1994 (30 tuổi)  | 31   | 2   | América              |
| 16 | HV | Igor Lichnovsky            | 7 tháng 3, 1994 (30 tuổi)   | 10   | 0   | América              |
| 17 | TV | Esteban Pavez              | 1 tháng 5, 1990 (34 tuổi)   | 13   | 0   | Colo-Colo            |
| 18 | TV | Rodrigo Echeverría         | 17 tháng 4, 1995 (29 tuổi)  | 11   | 1   | Huracán              |
| 19 | TĐ | Marcos Bolados             | 28 tháng 2, 1996 (28 tuổi)  | 7    | 2   | Colo-Colo            |
| 20 | TĐ | Maximiliano Guerrero       | 15 tháng 1, 2000 (24 tuổi)  | 1    | 0   | Universidad de Chile |
| 21 | HV | Matías Catalán             | 19 tháng 8, 1992 (31 tuổi)  | 7    | 0   | Talleres             |
| 22 | TĐ | Ben Brereton Díaz          | 18 tháng 4, 1999 (25 tuổi)  | 30   | 7   | Sheffield United     |
| 23 | TM | Brayan Cortés              | 11 tháng 3, 1995 (29 tuổi)  | 16   | 0   | Colo-Colo            |
| 24 | TV | César Pérez                | 29 tháng 11, 2002 (21 tuổi) | 3    | 0   | Unión La Calera      |
| 25 | HV | Benjamín Kuscevic          | 2 tháng 5, 1996 (28 tuổi)   | 8    | 0   | Fortaleza            |
| 26 | HV | Nicolás Fernández          | 3 tháng 8, 1999 (24 tuổi)   | 2    | 0   | Audax Italiano       |

### Canada
Huấn luyện viên:  Jesse Marsch
Canada đã công bố đội hình 26 cầu thủ chính thức tham dự giải đấu vào ngày 15 tháng 6 năm 2024. Tuy nhiên, Junior Hoilett phải rút lui khỏi đội tuyển do chấn thương ngay sau khi công bố danh sách, và Joel Waterman là người thay thế cho anh.
| Số | VT | Cầu thủ                        | Ngày sinh (tuổi)            | Trận | Bàn | Câu lạc bộ             |
| -- | -- | ------------------------------ | --------------------------- | ---- | --- | ---------------------- |
| 1  | TM | Dayne St. Clair                | 9 tháng 5, 1997 (27 tuổi)   | 5    | 0   | Minnesota United FC    |
| 2  | HV | Alistair Johnston              | 8 tháng 10, 1998 (25 tuổi)  | 42   | 1   | Celtic                 |
| 3  | HV | Luc de Fougerolles             | 12 tháng 10, 2005 (18 tuổi) | 1    | 0   | Fulham                 |
| 4  | HV | Kamal Miller                   | 16 tháng 5, 1997 (27 tuổi)  | 43   | 0   | Portland Timbers       |
| 5  | HV | Kyle Hiebert                   | 30 tháng 7, 1997 (26 tuổi)  | 2    | 0   | St. Louis City SC      |
| 6  | TV | Samuel Piette                  | 12 tháng 11, 1994 (29 tuổi) | 69   | 0   | CF Montréal            |
| 7  | TV | Stephen Eustáquio (đội trưởng) | 21 tháng 12, 1996 (27 tuổi) | 37   | 4   | Porto                  |
| 8  | TV | Ismaël Koné                    | 16 tháng 6, 2002 (22 tuổi)  | 19   | 2   | Watford                |
| 9  | TĐ | Cyle Larin                     | 17 tháng 4, 1995 (29 tuổi)  | 68   | 29  | Mallorca               |
| 10 | TĐ | Jonathan David                 | 14 tháng 1, 2000 (24 tuổi)  | 48   | 26  | Lille                  |
| 11 | TĐ | Theo Bair                      | 27 tháng 8, 1999 (24 tuổi)  | 2    | 1   | Motherwell             |
| 12 | TĐ | Jacen Russell-Rowe             | 13 tháng 9, 2002 (21 tuổi)  | 5    | 0   | Columbus Crew          |
| 13 | HV | Derek Cornelius                | 25 tháng 11, 1997 (26 tuổi) | 20   | 0   | Malmö FF               |
| 14 | TĐ | Jacob Shaffelburg              | 26 tháng 11, 1999 (24 tuổi) | 10   | 2   | Nashville SC           |
| 15 | HV | Moïse Bombito                  | 30 tháng 3, 2000 (24 tuổi)  | 6    | 0   | Colorado Rapids        |
| 16 | TM | Maxime Crépeau                 | 11 tháng 4, 1994 (30 tuổi)  | 17   | 0   | Portland Timbers       |
| 17 | TĐ | Tajon Buchanan                 | 8 tháng 2, 1999 (25 tuổi)   | 38   | 4   | Inter Milan            |
| 18 | TM | Tom McGill                     | 25 tháng 3, 2000 (24 tuổi)  | 0    | 0   | Brighton & Hove Albion |
| 19 | HV | Alphonso Davies                | 2 tháng 11, 2000 (23 tuổi)  | 47   | 15  | Bayern Munich          |
| 20 | HV | Joel Waterman                  | 24 tháng 1, 1996 (28 tuổi)  | 3    | 0   | CF Montréal            |
| 21 | TV | Jonathan Osorio                | 12 tháng 6, 1992 (32 tuổi)  | 72   | 9   | Toronto FC             |
| 22 | HV | Richie Laryea                  | 7 tháng 1, 1995 (29 tuổi)   | 49   | 1   | Toronto FC             |
| 23 | TĐ | Liam Millar                    | 27 tháng 9, 1999 (24 tuổi)  | 26   | 1   | Preston North End      |
| 24 | TV | Mathieu Choinière              | 7 tháng 2, 1999 (25 tuổi)   | 3    | 0   | CF Montréal            |
| 25 | TĐ | Tani Oluwaseyi                 | 15 tháng 5, 2000 (24 tuổi)  | 1    | 0   | Minnesota United FC    |
| 26 | HV | Ali Ahmed                      | 10 tháng 10, 2000 (23 tuổi) | 4    | 0   | Vancouver Whitecaps FC |

## Bảng B

### Mexico
Huấn luyện viên: Jaime Lozano
Mexico đã công bố đội hình sơ bộ gồm 31 cầu thủ tham gia giải đấu vào ngày 10 tháng 5 năm 2024. Đến ngày 11 tháng 6 cùng năm, với việc loại Alexis Peña, Jordan Carrillo, Andrés Montaño, Fernando Beltrán và Víctor Guzmán ra khỏi danh sách, đội hình 26 cầu thủ chính thức tham dự giải đấu đã được chốt đơn.
| Số | VT | Cầu thủ                    | Ngày sinh (tuổi)            | Trận | Bàn | Câu lạc bộ      |
| -- | -- | -------------------------- | --------------------------- | ---- | --- | --------------- |
| 1  | TM | Carlos Acevedo             | 19 tháng 4, 1996 (28 tuổi)  | 6    | 0   | Santos Laguna   |
| 2  | HV | Jorge Sánchez              | 10 tháng 12, 1997 (26 tuổi) | 41   | 1   | Porto           |
| 3  | HV | César Montes               | 24 tháng 2, 1997 (27 tuổi)  | 44   | 1   | Almería         |
| 4  | TV | Edson Álvarez (đội trưởng) | 24 tháng 10, 1997 (26 tuổi) | 78   | 5   | West Ham United |
| 5  | HV | Johan Vásquez              | 22 tháng 10, 1998 (25 tuổi) | 23   | 1   | Genoa           |
| 6  | HV | Gerardo Arteaga            | 7 tháng 9, 1998 (25 tuổi)   | 24   | 1   | Monterrey       |
| 7  | TV | Luis Romo                  | 5 tháng 6, 1995 (29 tuổi)   | 46   | 3   | Monterrey       |
| 8  | TV | Carlos Rodríguez           | 3 tháng 1, 1997 (27 tuổi)   | 50   | 0   | Cruz Azul       |
| 9  | TĐ | Julián Quiñones            | 24 tháng 3, 1997 (27 tuổi)  | 5    | 2   | América         |
| 10 | TĐ | Alexis Vega                | 25 tháng 11, 1997 (26 tuổi) | 29   | 6   | Toluca          |
| 11 | TĐ | Santiago Giménez           | 18 tháng 4, 2001 (23 tuổi)  | 27   | 4   | Feyenoord       |
| 12 | TM | Julio González             | 23 tháng 4, 1991 (33 tuổi)  | 2    | 0   | UNAM            |
| 13 | HV | Jesús Orozco               | 19 tháng 2, 2002 (22 tuổi)  | 3    | 0   | Guadalajara     |
| 14 | TV | Érick Sánchez              | 27 tháng 9, 1999 (24 tuổi)  | 27   | 3   | Pachuca         |
| 15 | TĐ | Uriel Antuna               | 21 tháng 8, 1997 (26 tuổi)  | 61   | 13  | Cruz Azul       |
| 16 | TV | Jordi Cortizo              | 30 tháng 6, 1996 (27 tuổi)  | 4    | 0   | Monterrey       |
| 17 | TV | Orbelín Pineda             | 24 tháng 3, 1996 (28 tuổi)  | 70   | 10  | AEK Athens      |
| 18 | TĐ | Marcelo Flores             | 1 tháng 10, 2003 (20 tuổi)  | 3    | 0   | UANL            |
| 19 | HV | Israel Reyes               | 23 tháng 5, 2000 (24 tuổi)  | 15   | 2   | América         |
| 20 | HV | Brian García               | 31 tháng 10, 1997 (26 tuổi) | 2    | 0   | Toluca          |
| 21 | TĐ | César Huerta               | 3 tháng 12, 2000 (23 tuổi)  | 8    | 1   | UNAM            |
| 22 | TĐ | Guillermo Martínez         | 15 tháng 3, 1995 (29 tuổi)  | 3    | 2   | UNAM            |
| 23 | TM | Raúl Rangel                | 25 tháng 2, 2000 (24 tuổi)  | 1    | 0   | Guadalajara     |
| 24 | TV | Luis Chávez                | 15 tháng 1, 1996 (28 tuổi)  | 31   | 4   | Dynamo Moscow   |
| 25 | TV | Roberto Alvarado           | 7 tháng 9, 1998 (25 tuổi)   | 44   | 5   | Guadalajara     |
| 26 | HV | Bryan González             | 10 tháng 4, 2003 (21 tuổi)  | 1    | 0   | Pachuca         |

### Ecuador
Huấn luyện viên:  Félix Sánchez
Ecuador đã công bố đội hình 26 cầu thủ chính thức tham dự giải đấu vào ngày 29 tháng 5 năm 2024.
| Số | VT | Cầu thủ                     | Ngày sinh (tuổi)            | Trận | Bàn | Câu lạc bộ              |
| -- | -- | --------------------------- | --------------------------- | ---- | --- | ----------------------- |
| 1  | TM | Hernán Galíndez             | 30 tháng 3, 1987 (37 tuổi)  | 19   | 0   | Huracán                 |
| 2  | HV | Félix Torres                | 11 tháng 1, 1997 (27 tuổi)  | 33   | 5   | Corinthians             |
| 3  | HV | Piero Hincapié              | 9 tháng 1, 2002 (22 tuổi)   | 33   | 2   | Bayer Leverkusen        |
| 4  | HV | Joel Ordóñez                | 21 tháng 4, 2004 (20 tuổi)  | 2    | 0   | Club Brugge             |
| 5  | TV | José Cifuentes              | 12 tháng 3, 1999 (25 tuổi)  | 21   | 0   | Cruzeiro                |
| 6  | HV | Willian Pacho               | 16 tháng 10, 2001 (22 tuổi) | 12   | 2   | Eintracht Frankfurt     |
| 7  | HV | Layan Loor                  | 23 tháng 5, 2001 (23 tuổi)  | 1    | 0   | Universidad Católica    |
| 8  | TV | Carlos Gruezo               | 19 tháng 4, 1995 (29 tuổi)  | 59   | 1   | San Jose Earthquakes    |
| 9  | TV | John Yeboah                 | 23 tháng 6, 2000 (23 tuổi)  | 3    | 2   | Raków Częstochowa       |
| 10 | TV | Kendry Páez                 | 4 tháng 5, 2007 (17 tuổi)   | 9    | 1   | Independiente del Valle |
| 11 | TĐ | Kevin Rodríguez             | 4 tháng 3, 2000 (24 tuổi)   | 13   | 1   | Union SG                |
| 12 | TM | Moisés Ramírez              | 9 tháng 9, 2000 (23 tuổi)   | 6    | 0   | Independiente del Valle |
| 13 | TĐ | Enner Valencia (đội trưởng) | 4 tháng 11, 1989 (34 tuổi)  | 86   | 41  | Internacional           |
| 14 | TV | Alan Minda                  | 14 tháng 5, 2003 (21 tuổi)  | 4    | 0   | Cercle Brugge           |
| 15 | TV | Ángel Mena                  | 21 tháng 1, 1988 (36 tuổi)  | 59   | 8   | León                    |
| 16 | TV | Jeremy Sarmiento            | 16 tháng 6, 2002 (22 tuổi)  | 17   | 1   | Ipswich Town            |
| 17 | HV | Ángelo Preciado             | 18 tháng 2, 1998 (26 tuổi)  | 39   | 0   | Sparta Prague           |
| 18 | TV | Joao Ortiz                  | 1 tháng 5, 1996 (28 tuổi)   | 9    | 0   | Independiente del Valle |
| 19 | TĐ | Jordy Caicedo               | 18 tháng 11, 1997 (26 tuổi) | 14   | 3   | Atlas                   |
| 20 | TV | Janner Corozo               | 8 tháng 9, 1995 (28 tuổi)   | 4    | 1   | Barcelona               |
| 21 | TV | Alan Franco                 | 21 tháng 8, 1998 (25 tuổi)  | 36   | 1   | Atlético Mineiro        |
| 22 | TM | Alexander Domínguez         | 5 tháng 6, 1987 (37 tuổi)   | 74   | 0   | LDU Quito               |
| 23 | TV | Moisés Caicedo              | 2 tháng 11, 2001 (22 tuổi)  | 42   | 3   | Chelsea                 |
| 24 | HV | José Hurtado                | 23 tháng 12, 2001 (22 tuổi) | 8    | 0   | Red Bull Bragantino     |
| 25 | HV | Jackson Porozo              | 4 tháng 8, 2000 (23 tuổi)   | 8    | 0   | Kasımpaşa               |
| 26 | HV | Andrés Micolta              | 6 tháng 7, 1999 (24 tuổi)   | 1    | 0   | Pachuca                 |

### Venezuela
Huấn luyện viên:  Fernando Batista
Ngày 13 tháng 5 năm 2024, Venezuela đã công bố đội hình sơ bộ gồm 47 cầu thủ tham gia cho giải đấu, sau này đội hình được giảm xuống còn 30 cầu thủ vào ngày 28 tháng 5 cùng năm. Đến ngày 15 tháng 6, 26 cầu thủ chính thức tham dự giải đấu đã được liên đoàn bóng đá của nước này chốt đơn.
| Số | VT | Cầu thủ                   | Ngày sinh (tuổi)            | Trận | Bàn | Câu lạc bộ           |
| -- | -- | ------------------------- | --------------------------- | ---- | --- | -------------------- |
| 1  | TM | Joel Graterol             | 13 tháng 2, 1997 (27 tuổi)  | 12   | 0   | América de Cali      |
| 2  | HV | Nahuel Ferraresi          | 19 tháng 11, 1998 (25 tuổi) | 25   | 1   | São Paulo            |
| 3  | HV | Yordan Osorio             | 10 tháng 5, 1994 (30 tuổi)  | 29   | 0   | Parma                |
| 4  | HV | Jon Aramburu              | 23 tháng 7, 2002 (21 tuổi)  | 3    | 0   | Real Sociedad        |
| 5  | HV | Jhon Chancellor           | 2 tháng 1, 1992 (32 tuổi)   | 37   | 3   | Metropolitanos       |
| 6  | TV | Yangel Herrera            | 7 tháng 1, 1998 (26 tuổi)   | 34   | 3   | Girona               |
| 7  | TV | Jefferson Savarino        | 11 tháng 11, 1996 (27 tuổi) | 38   | 3   | Botafogo             |
| 8  | TV | Tomás Rincón (đội trưởng) | 13 tháng 1, 1988 (36 tuổi)  | 132  | 1   | Santos               |
| 9  | TĐ | Jhonder Cádiz             | 29 tháng 7, 1995 (28 tuổi)  | 7    | 0   | Famalicão            |
| 10 | TV | Yeferson Soteldo          | 30 tháng 6, 1997 (26 tuổi)  | 38   | 4   | Grêmio               |
| 11 | TV | Darwin Machís             | 7 tháng 2, 1993 (31 tuổi)   | 45   | 11  | Cádiz                |
| 12 | TM | José Contreras            | 20 tháng 10, 1994 (29 tuổi) | 6    | 0   | Águilas Doradas      |
| 13 | TV | José Andrés Martínez      | 7 tháng 9, 1994 (29 tuổi)   | 28   | 0   | Philadelphia Union   |
| 14 | HV | Christian Makoun          | 5 tháng 3, 2000 (24 tuổi)   | 10   | 0   | Anorthosis Famagusta |
| 15 | HV | Miguel Navarro            | 26 tháng 2, 1999 (25 tuổi)  | 11   | 0   | Talleres             |
| 16 | TV | Telasco Segovia           | 2 tháng 4, 2003 (21 tuổi)   | 2    | 0   | Casa Pia             |
| 17 | TV | Matías Lacava             | 24 tháng 10, 2002 (21 tuổi) | 0    | 0   | Vizela               |
| 18 | TV | Cristian Cásseres Jr.     | 20 tháng 1, 2000 (24 tuổi)  | 28   | 0   | Toulouse             |
| 19 | TĐ | Eric Ramírez              | 20 tháng 11, 1998 (25 tuổi) | 9    | 1   | Atlético Nacional    |
| 20 | HV | Wilker Ángel              | 18 tháng 3, 1993 (31 tuổi)  | 36   | 2   | Criciúma             |
| 21 | HV | Alexander González        | 13 tháng 11, 1992 (31 tuổi) | 68   | 2   | Emelec               |
| 22 | TM | Rafael Romo               | 25 tháng 2, 1990 (34 tuổi)  | 20   | 0   | Universidad Católica |
| 23 | TĐ | Salomón Rondón (đội phó)  | 16 tháng 9, 1989 (34 tuổi)  | 104  | 41  | Pachuca              |
| 24 | TV | Kervin Andrade            | 13 tháng 4, 2005 (19 tuổi)  | 1    | 0   | Fortaleza            |
| 25 | TV | Eduard Bello              | 20 tháng 8, 1995 (28 tuổi)  | 14   | 2   | Mazatlán             |
| 26 | TV | Daniel Pereira            | 14 tháng 7, 2000 (23 tuổi)  | 4    | 0   | Austin FC            |

### Jamaica
Huấn luyện viên:  Heimir Hallgrímsson
Jamaica đã công bố đội hình 26 cầu thủ chính thức tham dự giải đấu vào ngày 12 tháng 6 năm 2024. Tuy nhiên, do bất đồng quan điểm với liên đoàn bóng đá của nước này nên Leon Bailey bị loại khỏi danh sách thi đấu, qua đó Jamaica chỉ còn 25 cầu thủ tham dự giải đấu.
| Số | VT | Cầu thủ                  | Ngày sinh (tuổi)            | Trận | Bàn | Câu lạc bộ            |
| -- | -- | ------------------------ | --------------------------- | ---- | --- | --------------------- |
| 1  | TM | Shaquan Davis            | 11 tháng 11, 2000 (23 tuổi) | 0    | 0   | Mount Pleasant        |
| 2  | HV | Dexter Lembikisa         | 4 tháng 11, 2003 (20 tuổi)  | 17   | 1   | Heart of Midlothian   |
| 3  | HV | Michael Hector           | 19 tháng 7, 1992 (31 tuổi)  | 40   | 0   | Charlton Athletic     |
| 4  | HV | Richard King             | 27 tháng 11, 2001 (22 tuổi) | 17   | 0   | Cavalier              |
| 5  | HV | Ethan Pinnock            | 29 tháng 5, 1993 (31 tuổi)  | 10   | 0   | Brentford             |
| 6  | HV | Di'Shon Bernard          | 14 tháng 10, 2000 (23 tuổi) | 15   | 1   | Sheffield Wednesday   |
| 7  | TĐ | Demarai Gray             | 28 tháng 6, 1996 (27 tuổi)  | 11   | 5   | Al-Ettifaq            |
| 8  | TĐ | Kaheim Dixon             | 4 tháng 10, 2004 (19 tuổi)  | 3    | 1   | Arnett Gardens        |
| 9  | TĐ | Michail Antonio          | 28 tháng 3, 1990 (34 tuổi)  | 15   | 3   | West Ham United       |
| 10 | TV | Bobby Decordova-Reid     | 2 tháng 2, 1993 (31 tuổi)   | 31   | 6   | Fulham                |
| 11 | TĐ | Shamar Nicholson         | 16 tháng 2, 1997 (27 tuổi)  | 47   | 19  | Clermont              |
| 12 | HV | Wes Harding              | 20 tháng 10, 1996 (27 tuổi) | 2    | 0   | Millwall              |
| 13 | TM | Coniah Boyce-Clarke      | 1 tháng 3, 2003 (21 tuổi)   | 1    | 0   | Reading               |
| 14 | TV | Kasey Palmer             | 9 tháng 11, 1996 (27 tuổi)  | 6    | 0   | Coventry City         |
| 15 | TV | Joel Latibeaudiere       | 6 tháng 1, 2000 (24 tuổi)   | 14   | 0   | Coventry City         |
| 16 | TV | Karoy Anderson           | 1 tháng 10, 2004 (19 tuổi)  | 6    | 0   | Charlton Athletic     |
| 17 | HV | Damion Lowe              | 5 tháng 5, 1993 (31 tuổi)   | 61   | 3   | Philadelphia Union    |
| 18 | TV | Alex Marshall            | 24 tháng 2, 1998 (26 tuổi)  | 14   | 0   | Portmore United       |
| 19 | TV | Kevon Lambert            | 22 tháng 3, 1997 (27 tuổi)  | 27   | 0   | Real Salt Lake        |
| 20 | TĐ | Renaldo Cephas           | 8 tháng 12, 1999 (24 tuổi)  | 5    | 0   | Ankaragücü            |
| 21 | HV | Jon Bell                 | 26 tháng 8, 1997 (26 tuổi)  | 1    | 0   | Seattle Sounders FC   |
| 22 | HV | Greg Leigh               | 30 tháng 9, 1994 (29 tuổi)  | 16   | 1   | Oxford United         |
| 23 | TM | Jahmali Waite            | 24 tháng 12, 1998 (25 tuổi) | 10   | 0   | El Paso Locomotive FC |
| 24 | TM | Andre Blake (đội trưởng) | 21 tháng 11, 1990 (33 tuổi) | 72   | 0   | Philadelphia Union    |
| 25 | HV | Amari'i Bell             | 5 tháng 5, 1994 (30 tuổi)   | 16   | 1   | Luton Town            |

## Bảng C

### Hoa Kỳ
Huấn luyện viên: Gregg Berhalter
Hoa Kỳ đã công bố đội hình 26 cầu thủ chính thức tham dự giải đấu vào ngày 14 tháng 6 năm 2024.
| Số | VT | Cầu thủ                        | Ngày sinh (tuổi)            | Trận | Bàn | Câu lạc bộ               |
| -- | -- | ------------------------------ | --------------------------- | ---- | --- | ------------------------ |
| 1  | TM | Matt Turner                    | 24 tháng 6, 1994 (29 tuổi)  | 41   | 0   | Nottingham Forest        |
| 2  | HV | Cameron Carter-Vickers         | 31 tháng 12, 1997 (26 tuổi) | 17   | 0   | Celtic                   |
| 3  | HV | Chris Richards                 | 28 tháng 3, 2000 (24 tuổi)  | 18   | 1   | Crystal Palace           |
| 4  | TV | Tyler Adams                    | 14 tháng 2, 1999 (25 tuổi)  | 39   | 2   | Bournemouth              |
| 5  | HV | Antonee Robinson               | 8 tháng 8, 1997 (26 tuổi)   | 43   | 4   | Fulham                   |
| 6  | TV | Yunus Musah                    | 29 tháng 11, 2002 (21 tuổi) | 37   | 0   | Milan                    |
| 7  | TV | Giovanni Reyna                 | 13 tháng 11, 2002 (21 tuổi) | 28   | 8   | Nottingham Forest        |
| 8  | TV | Weston McKennie                | 28 tháng 8, 1998 (25 tuổi)  | 53   | 11  | Juventus                 |
| 9  | TĐ | Ricardo Pepi                   | 9 tháng 1, 2003 (21 tuổi)   | 25   | 10  | PSV Eindhoven            |
| 10 | TĐ | Christian Pulisic (đội trưởng) | 18 tháng 9, 1998 (25 tuổi)  | 68   | 29  | Milan                    |
| 11 | TĐ | Brenden Aaronson               | 22 tháng 10, 2000 (23 tuổi) | 41   | 8   | Union Berlin             |
| 12 | HV | Miles Robinson                 | 14 tháng 3, 1997 (27 tuổi)  | 29   | 3   | FC Cincinnati            |
| 13 | HV | Tim Ream                       | 5 tháng 10, 1987 (36 tuổi)  | 58   | 1   | Fulham                   |
| 14 | TV | Luca de la Torre               | 23 tháng 5, 1998 (26 tuổi)  | 21   | 0   | Celta Vigo               |
| 15 | TV | Johnny Cardoso                 | 20 tháng 9, 2001 (22 tuổi)  | 13   | 0   | Real Betis               |
| 16 | HV | Shaq Moore                     | 2 tháng 11, 1996 (27 tuổi)  | 19   | 1   | Nashville SC             |
| 17 | TV | Malik Tillman                  | 28 tháng 5, 2002 (22 tuổi)  | 11   | 0   | PSV Eindhoven            |
| 18 | TM | Ethan Horvath                  | 9 tháng 6, 1995 (29 tuổi)   | 9    | 0   | Cardiff City             |
| 19 | TĐ | Haji Wright                    | 27 tháng 3, 1998 (26 tuổi)  | 10   | 4   | Coventry City            |
| 20 | TĐ | Folarin Balogun                | 3 tháng 7, 2001 (22 tuổi)   | 12   | 3   | Monaco                   |
| 21 | TĐ | Timothy Weah                   | 22 tháng 2, 2000 (24 tuổi)  | 39   | 6   | Juventus                 |
| 22 | HV | Joe Scally                     | 31 tháng 12, 2002 (21 tuổi) | 11   | 0   | Borussia Mönchengladbach |
| 23 | HV | Kristoffer Lund                | 14 tháng 5, 2002 (22 tuổi)  | 3    | 0   | Palermo                  |
| 24 | HV | Mark McKenzie                  | 25 tháng 2, 1999 (25 tuổi)  | 13   | 0   | Genk                     |
| 25 | TM | Sean Johnson                   | 31 tháng 5, 1989 (35 tuổi)  | 13   | 0   | Toronto FC               |
| 26 | TĐ | Josh Sargent                   | 20 tháng 2, 2000 (24 tuổi)  | 23   | 5   | Norwich City             |

### Uruguay
Huấn luyện viên:  Marcelo Bielsa
Uruguay đã công bố đội hình 26 cầu thủ chính thức tham dự giải đấu vào ngày 8 tháng 6 năm 2024.
| Số | VT | Cầu thủ                         | Ngày sinh (tuổi)            | Trận | Bàn | Câu lạc bộ           |
| -- | -- | ------------------------------- | --------------------------- | ---- | --- | -------------------- |
| 1  | TM | Sergio Rochet                   | 23 tháng 3, 1993 (31 tuổi)  | 19   | 0   | Internacional        |
| 2  | HV | José María Giménez (đội trưởng) | 20 tháng 1, 1995 (29 tuổi)  | 84   | 8   | Atlético Madrid      |
| 3  | HV | Sebastián Cáceres               | 18 tháng 8, 1999 (24 tuổi)  | 12   | 0   | América              |
| 4  | HV | Ronald Araújo                   | 7 tháng 3, 1999 (25 tuổi)   | 16   | 1   | Barcelona            |
| 5  | TV | Manuel Ugarte                   | 11 tháng 4, 2001 (23 tuổi)  | 16   | 0   | Paris Saint-Germain  |
| 6  | TV | Rodrigo Bentancur               | 25 tháng 6, 1997 (26 tuổi)  | 59   | 1   | Tottenham Hotspur    |
| 7  | TV | Nicolás de la Cruz              | 1 tháng 6, 1997 (27 tuổi)   | 26   | 5   | Flamengo             |
| 8  | TV | Nahitan Nández                  | 28 tháng 12, 1995 (28 tuổi) | 56   | 0   | Cagliari             |
| 9  | TĐ | Luis Suárez                     | 24 tháng 1, 1987 (37 tuổi)  | 138  | 68  | Inter Miami CF       |
| 10 | TV | Giorgian de Arrascaeta          | 1 tháng 6, 1994 (30 tuổi)   | 46   | 10  | Flamengo             |
| 11 | TĐ | Facundo Pellistri               | 20 tháng 12, 2001 (22 tuổi) | 20   | 1   | Granada              |
| 12 | TM | Franco Israel                   | 22 tháng 4, 2000 (24 tuổi)  | 2    | 0   | Sporting CP          |
| 13 | HV | Guillermo Varela                | 24 tháng 3, 1993 (31 tuổi)  | 15   | 0   | Flamengo             |
| 14 | TĐ | Agustín Canobbio                | 1 tháng 10, 1998 (25 tuổi)  | 12   | 1   | Athletico Paranaense |
| 15 | TV | Federico Valverde               | 22 tháng 7, 1998 (25 tuổi)  | 56   | 6   | Real Madrid          |
| 16 | HV | Mathías Olivera                 | 31 tháng 10, 1997 (26 tuổi) | 18   | 1   | Napoli               |
| 17 | HV | Matías Viña                     | 9 tháng 11, 1997 (26 tuổi)  | 36   | 0   | Flamengo             |
| 18 | TĐ | Brian Rodríguez                 | 20 tháng 5, 2000 (24 tuổi)  | 23   | 4   | América              |
| 19 | TĐ | Darwin Núñez                    | 24 tháng 6, 1999 (24 tuổi)  | 23   | 11  | Liverpool            |
| 20 | TĐ | Maximiliano Araújo              | 15 tháng 2, 2000 (24 tuổi)  | 8    | 1   | Toluca               |
| 21 | TV | Emiliano Martínez               | 17 tháng 8, 1999 (24 tuổi)  | 2    | 0   | Midtjylland          |
| 22 | HV | Nicolás Marichal                | 17 tháng 3, 2001 (23 tuổi)  | 1    | 0   | Dynamo Moscow        |
| 23 | TM | Santiago Mele                   | 6 tháng 9, 1997 (26 tuổi)   | 4    | 0   | Atlético Junior      |
| 24 | HV | Lucas Olaza                     | 21 tháng 7, 1994 (29 tuổi)  | 3    | 0   | Krasnodar            |
| 25 | TĐ | Cristian Olivera                | 17 tháng 4, 2002 (22 tuổi)  | 3    | 0   | Los Angeles FC       |
| 26 | TĐ | Brian Ocampo                    | 25 tháng 6, 1999 (24 tuổi)  | 1    | 0   | Cádiz                |

### Panama
Huấn luyện viên:  Thomas Christiansen
Panama đã công bố đội hình 26 cầu thủ chính thức tham dự giải đấu vào ngày 14 tháng 6 năm 2024.
| Số | VT | Cầu thủ                   | Ngày sinh (tuổi)            | Trận | Bàn | Câu lạc bộ           |
| -- | -- | ------------------------- | --------------------------- | ---- | --- | -------------------- |
| 1  | TM | Luis Mejía                | 16 tháng 3, 1991 (33 tuổi)  | 51   | 0   | Nacional             |
| 2  | HV | César Blackman            | 2 tháng 4, 1998 (26 tuổi)   | 20   | 0   | Slovan Bratislava    |
| 3  | HV | José Córdoba              | 3 tháng 6, 2001 (23 tuổi)   | 14   | 0   | Norwich City         |
| 4  | HV | Eduardo Anderson          | 31 tháng 1, 2001 (23 tuổi)  | 6    | 0   | Saprissa             |
| 5  | TV | Abdiel Ayarza             | 12 tháng 9, 1992 (31 tuổi)  | 27   | 4   | Cienciano            |
| 6  | TV | Cristian Martínez         | 6 tháng 2, 1997 (27 tuổi)   | 39   | 1   | Al-Jandal            |
| 7  | TV | José Luis Rodríguez       | 19 tháng 6, 1998 (26 tuổi)  | 47   | 6   | Famalicão            |
| 8  | TV | Adalberto Carrasquilla    | 28 tháng 11, 1998 (25 tuổi) | 53   | 2   | Houston Dynamo FC    |
| 9  | TĐ | Eduardo Guerrero          | 21 tháng 2, 2000 (24 tuổi)  | 9    | 0   | Zorya Luhansk        |
| 10 | TV | Yoel Bárcenas             | 23 tháng 10, 1993 (30 tuổi) | 83   | 7   | Mazatlán             |
| 11 | TĐ | Ismael Díaz               | 12 tháng 5, 1997 (27 tuổi)  | 36   | 9   | Universidad Católica |
| 12 | TM | César Samudio             | 26 tháng 3, 1994 (30 tuổi)  | 3    | 0   | Marathón             |
| 13 | TV | Freddy Góndola            | 18 tháng 9, 1995 (28 tuổi)  | 18   | 1   | Maccabi Bnei Reineh  |
| 14 | TV | Jovani Welch              | 7 tháng 12, 1999 (24 tuổi)  | 15   | 1   | Académico de Viseu   |
| 15 | HV | Eric Davis (đội phó)      | 31 tháng 3, 1991 (33 tuổi)  | 87   | 7   | Košice               |
| 16 | TV | Carlos Harvey             | 3 tháng 2, 2000 (24 tuổi)   | 5    | 1   | Minnesota United FC  |
| 17 | TĐ | José Fajardo              | 18 tháng 8, 1993 (30 tuổi)  | 46   | 9   | Universidad Católica |
| 18 | HV | Omar Valencia             | 8 tháng 6, 2004 (20 tuổi)   | 2    | 0   | New York Red Bulls   |
| 19 | HV | Iván Anderson             | 24 tháng 11, 1997 (26 tuổi) | 11   | 1   | Fortaleza            |
| 20 | TV | Aníbal Godoy (đội trưởng) | 10 tháng 2, 1990 (34 tuổi)  | 135  | 4   | Nashville SC         |
| 21 | TV | César Yanis               | 28 tháng 1, 1996 (28 tuổi)  | 44   | 3   | San Carlos           |
| 22 | TM | Orlando Mosquera          | 25 tháng 12, 1994 (29 tuổi) | 23   | 0   | Maccabi Tel Aviv     |
| 23 | HV | Michael Amir Murillo      | 11 tháng 2, 1996 (28 tuổi)  | 68   | 5   | Marseille            |
| 24 | HV | Edgardo Fariña            | 21 tháng 9, 2001 (22 tuổi)  | 3    | 0   | Municipal            |
| 25 | HV | Roderick Miller           | 3 tháng 4, 1992             | 38   | 2   | Turan Tovuz          |
| 26 | TV | Kahiser Lenis             | 23 tháng 7, 2000 (23 tuổi)  | 3    | 2   | Jaguares             |

### Bolivia
Huấn luyện viên:  Antônio Carlos Zago
Bolivia đã công bố đội hình sơ bộ gồm 29 cầu thủ tham gia cho giải đấu, cùng với hai cầu thủ được mời tham dự. Ngày 3 tháng 6 cùng năm, Efrain Morales từ chối tham dự giải đấu vì vấn đề cá nhân, và César Romero là người thay thế cho anh. Sang ngày 9 tháng 6, Moisés Paniagua không thể tham dự cùng với đội tuyển do gia đình của anh không thể cấp thẻ visa sang Mỹ thành công. Đội hình 26 cầu thủ chính thức tham dự giải đấu đã được liên đoàn bóng đá của nước này chốt đơn vào ngày 15 tháng 6.
| Số | VT | Cầu thủ                  | Ngày sinh (tuổi)            | Trận | Bàn | Câu lạc bộ             |
| -- | -- | ------------------------ | --------------------------- | ---- | --- | ---------------------- |
| 1  | TM | Carlos Lampe             | 17 tháng 3, 1987 (37 tuổi)  | 55   | 0   | Bolívar                |
| 2  | HV | Jesús Sagredo            | 10 tháng 3, 1994 (30 tuổi)  | 9    | 0   | Bolívar                |
| 3  | HV | Diego Medina             | 13 tháng 1, 2002 (22 tuổi)  | 13   | 0   | Always Ready           |
| 4  | HV | Luis Haquín (đội trưởng) | 15 tháng 11, 1997 (26 tuổi) | 34   | 1   | Ponte Preta            |
| 5  | HV | Adrián Jusino            | 9 tháng 7, 1992 (31 tuổi)   | 36   | 0   | The Strongest          |
| 6  | TV | Leonel Justiniano        | 2 tháng 7, 1992 (31 tuổi)   | 50   | 2   | Bolívar                |
| 7  | TV | Miguel Terceros          | 25 tháng 4, 2004 (20 tuổi)  | 12   | 1   | Santos                 |
| 8  | TĐ | Jaume Cuéllar            | 23 tháng 8, 2001 (22 tuổi)  | 8    | 0   | Barcelona              |
| 9  | TĐ | César Menacho            | 9 tháng 8, 1999 (24 tuổi)   | 4    | 0   | Blooming               |
| 10 | TV | Ramiro Vaca              | 1 tháng 7, 1999 (24 tuổi)   | 34   | 4   | Bolívar                |
| 11 | TĐ | Carmelo Algarañaz        | 27 tháng 1, 1996 (28 tuổi)  | 23   | 2   | Bolívar                |
| 12 | TM | Gustavo Almada           | 29 tháng 4, 1994 (30 tuổi)  | 0    | 0   | Universitario de Vinto |
| 13 | TĐ | Lucas Chávez             | 17 tháng 4, 2003 (21 tuổi)  | 3    | 0   | Bolívar                |
| 14 | TV | Robson Tomé              | 18 tháng 5, 2002 (22 tuổi)  | 2    | 0   | Always Ready           |
| 15 | TV | Gabriel Villamil         | 28 tháng 6, 2001 (22 tuổi)  | 17   | 0   | LDU Quito              |
| 16 | TV | Boris Céspedes           | 19 tháng 6, 1995 (29 tuổi)  | 17   | 1   | Yverdon-Sport          |
| 17 | HV | Roberto Fernández        | 12 tháng 7, 1999 (24 tuổi)  | 35   | 1   | Baltika Kaliningrad    |
| 18 | TĐ | Rodrigo Ramallo          | 14 tháng 10, 1990 (33 tuổi) | 40   | 7   | The Strongest          |
| 19 | TĐ | Bruno Miranda            | 10 tháng 2, 1998 (26 tuổi)  | 18   | 2   | The Strongest          |
| 20 | TV | Fernando Saucedo         | 15 tháng 3, 1990 (34 tuổi)  | 24   | 1   | Bolívar                |
| 21 | HV | José Sagredo             | 10 tháng 3, 1994 (30 tuổi)  | 54   | 1   | Bolívar                |
| 22 | TV | Héctor Cuéllar           | 16 tháng 8, 2000 (23 tuổi)  | 8    | 0   | Always Ready           |
| 23 | TM | Guillermo Viscarra       | 7 tháng 2, 1993 (31 tuổi)   | 21   | 0   | The Strongest          |
| 24 | HV | Marcelo Suárez           | 29 tháng 8, 2001 (22 tuổi)  | 8    | 0   | Always Ready           |
| 25 | HV | Yomar Rocha              | 21 tháng 6, 2003 (20 tuổi)  | 3    | 0   | Bolívar                |
| 26 | TV | Adalid Terrazas          | 25 tháng 8, 2000 (23 tuổi)  | 0    | 0   | Always Ready           |

## Bảng D

### Brazil
Huấn luyện viên: Dorival Júnior
Ngày 10 tháng 5 năm 2024, Brazil đã công bố đội hình gồm 23 cầu thủ tham dự giải đấu. Sau khi CONMEBOL cho phép đăng ký tối đa 26 cầu thủ, Brazil đã bổ sung thêm ba cầu thủ vào ngày 19 tháng 5 cùng năm để hoàn tất đội hình chính thức của họ, gồm Bremer, Éderson và Pepê. Cũng trong thời điểm này, Rafael đã được chọn vào đội hình để thay thế cho Ederson đang gặp phải chấn thương.
| Số | VT | Cầu thủ             | Ngày sinh (tuổi)            | Trận | Bàn | Câu lạc bộ              |
| -- | -- | ------------------- | --------------------------- | ---- | --- | ----------------------- |
| 1  | TM | Alisson             | 2 tháng 10, 1992 (31 tuổi)  | 65   | 0   | Liverpool               |
| 2  | HV | Danilo (đội trưởng) | 15 tháng 7, 1991 (32 tuổi)  | 57   | 1   | Juventus                |
| 3  | HV | Éder Militão        | 18 tháng 1, 1998 (26 tuổi)  | 31   | 2   | Real Madrid             |
| 4  | HV | Marquinhos          | 14 tháng 5, 1994 (30 tuổi)  | 85   | 7   | Paris Saint-Germain     |
| 5  | TV | Bruno Guimarães     | 16 tháng 11, 1997 (26 tuổi) | 22   | 1   | Newcastle United        |
| 6  | HV | Wendell             | 20 tháng 7, 1993 (30 tuổi)  | 3    | 0   | Porto                   |
| 7  | TĐ | Vinícius Júnior     | 12 tháng 7, 2000 (23 tuổi)  | 30   | 3   | Real Madrid             |
| 8  | TV | Lucas Paquetá       | 27 tháng 8, 1997 (26 tuổi)  | 46   | 10  | West Ham United         |
| 9  | TĐ | Endrick             | 21 tháng 7, 2006 (17 tuổi)  | 6    | 3   | Palmeiras               |
| 10 | TĐ | Rodrygo             | 9 tháng 1, 2001 (23 tuổi)   | 23   | 6   | Real Madrid             |
| 11 | TĐ | Raphinha            | 14 tháng 12, 1996 (27 tuổi) | 23   | 6   | Barcelona               |
| 12 | TM | Bento               | 10 tháng 6, 1999 (25 tuổi)  | 2    | 0   | Athletico Paranaense    |
| 13 | HV | Yan Couto           | 3 tháng 6, 2002 (22 tuổi)   | 4    | 0   | Girona                  |
| 14 | HV | Gabriel Magalhães   | 19 tháng 12, 1997 (26 tuổi) | 6    | 1   | Arsenal                 |
| 15 | TV | João Gomes          | 12 tháng 2, 2001 (23 tuổi)  | 4    | 0   | Wolverhampton Wanderers |
| 16 | HV | Guilherme Arana     | 1 tháng 4, 1997 (27 tuổi)   | 7    | 0   | Atlético Mineiro        |
| 17 | HV | Lucas Beraldo       | 24 tháng 11, 2003 (20 tuổi) | 3    | 0   | Paris Saint-Germain     |
| 18 | TV | Douglas Luiz        | 9 tháng 5, 1998 (26 tuổi)   | 15   | 0   | Aston Villa             |
| 19 | TV | Andreas Pereira     | 1 tháng 1, 1996 (28 tuổi)   | 5    | 1   | Fulham                  |
| 20 | TĐ | Sávio               | 10 tháng 4, 2004 (20 tuổi)  | 3    | 0   | Girona                  |
| 21 | TĐ | Evanilson           | 6 tháng 10, 1999 (24 tuổi)  | 1    | 0   | Porto                   |
| 22 | TĐ | Gabriel Martinelli  | 18 tháng 6, 2001 (23 tuổi)  | 11   | 2   | Arsenal                 |
| 23 | TM | Rafael              | 23 tháng 6, 1989 (34 tuổi)  | 0    | 0   | São Paulo               |
| 24 | TV | Éderson             | 7 tháng 7, 1999 (24 tuổi)   | 1    | 0   | Atalanta                |
| 25 | HV | Bremer              | 18 tháng 3, 1997 (27 tuổi)  | 5    | 0   | Juventus                |
| 26 | TĐ | Pepê                | 24 tháng 2, 1997 (27 tuổi)  | 2    | 0   | Porto                   |

### Colombia
Huấn luyện viên:  Néstor Lorenzo
Colombia đã công bố đội hình 26 cầu thủ chính thức tham dự giải đấu vào ngày 14 tháng 6 năm 2024.
| Số | VT | Cầu thủ                      | Ngày sinh (tuổi)            | Trận | Bàn | Câu lạc bộ     |
| -- | -- | ---------------------------- | --------------------------- | ---- | --- | -------------- |
| 1  | TM | David Ospina                 | 31 tháng 8, 1988 (35 tuổi)  | 128  | 0   | Al Nassr       |
| 2  | HV | Carlos Cuesta                | 9 tháng 3, 1999 (25 tuổi)   | 14   | 0   | Genk           |
| 3  | HV | Jhon Lucumí                  | 26 tháng 6, 1998 (25 tuổi)  | 19   | 0   | Bologna        |
| 4  | HV | Santiago Arias               | 13 tháng 1, 1992 (32 tuổi)  | 57   | 0   | Bahia          |
| 5  | TV | Kevin Castaño                | 29 tháng 9, 2000 (23 tuổi)  | 9    | 0   | Krasnodar      |
| 6  | TV | Richard Ríos                 | 2 tháng 6, 2000 (24 tuổi)   | 7    | 1   | Palmeiras      |
| 7  | TĐ | Luis Díaz                    | 13 tháng 1, 1997 (27 tuổi)  | 49   | 12  | Liverpool      |
| 8  | TV | Jorge Carrascal              | 25 tháng 5, 1998 (26 tuổi)  | 14   | 2   | Dynamo Moscow  |
| 9  | TĐ | Miguel Borja                 | 26 tháng 1, 1993 (31 tuổi)  | 28   | 8   | River Plate    |
| 10 | TV | James Rodríguez (đội trưởng) | 12 tháng 7, 1991 (32 tuổi)  | 100  | 27  | São Paulo      |
| 11 | TV | Jhon Arias                   | 21 tháng 9, 1997 (26 tuổi)  | 15   | 3   | Fluminense     |
| 12 | TM | Camilo Vargas                | 9 tháng 3, 1989 (35 tuổi)   | 23   | 0   | Atlas          |
| 13 | HV | Yerry Mina                   | 24 tháng 9, 1994 (29 tuổi)  | 44   | 7   | Cagliari       |
| 14 | TĐ | Jhon Durán                   | 13 tháng 12, 2003 (20 tuổi) | 9    | 1   | Aston Villa    |
| 15 | TV | Mateus Uribe                 | 21 tháng 3, 1991 (33 tuổi)  | 55   | 6   | Al Sadd        |
| 16 | TV | Jefferson Lerma              | 25 tháng 10, 1994 (29 tuổi) | 43   | 1   | Crystal Palace |
| 17 | HV | Johan Mojica                 | 21 tháng 8, 1992 (31 tuổi)  | 25   | 1   | Osasuna        |
| 18 | TĐ | Luis Sinisterra              | 17 tháng 6, 1999 (25 tuổi)  | 13   | 4   | Bournemouth    |
| 19 | TĐ | Rafael Santos Borré          | 15 tháng 9, 1995 (28 tuổi)  | 33   | 6   | Internacional  |
| 20 | TV | Juan Fernando Quintero       | 18 tháng 1, 1993 (31 tuổi)  | 35   | 4   | Racing         |
| 21 | HV | Daniel Muñoz                 | 26 tháng 5, 1996 (28 tuổi)  | 27   | 1   | Crystal Palace |
| 22 | TV | Yáser Asprilla               | 19 tháng 11, 2003 (20 tuổi) | 5    | 2   | Watford        |
| 23 | HV | Davinson Sánchez             | 12 tháng 6, 1996 (28 tuổi)  | 59   | 1   | Galatasaray    |
| 24 | TĐ | Jhon Córdoba                 | 11 tháng 5, 1993 (31 tuổi)  | 4    | 2   | Krasnodar      |
| 25 | TM | Álvaro Montero               | 29 tháng 3, 1995 (29 tuổi)  | 8    | 0   | Millonarios    |
| 26 | HV | Deiver Machado               | 2 tháng 9, 1992 (31 tuổi)   | 10   | 0   | Lens           |

### Paraguay
Huấn luyện viên:  Daniel Garnero
Paraguay đã công bố đội hình 26 cầu thủ chính thức tham dự giải đấu vào ngày 15 tháng 6 năm 2024.
| Số | VT | Cầu thủ                    | Ngày sinh (tuổi)            | Trận | Bàn | Câu lạc bộ             |
| -- | -- | -------------------------- | --------------------------- | ---- | --- | ---------------------- |
| 1  | TM | Carlos Coronel             | 29 tháng 12, 1996 (27 tuổi) | 9    | 0   | New York Red Bulls     |
| 2  | HV | Iván Ramírez               | 8 tháng 12, 1994 (29 tuổi)  | 6    | 0   | Libertad               |
| 3  | HV | Omar Alderete              | 26 tháng 12, 1996 (27 tuổi) | 17   | 0   | Getafe                 |
| 4  | HV | Matías Espinoza            | 19 tháng 9, 1997 (26 tuổi)  | 4    | 0   | Libertad               |
| 5  | HV | Fabián Balbuena            | 23 tháng 8, 1991 (32 tuổi)  | 39   | 2   | Dynamo Moscow          |
| 6  | HV | Júnior Alonso              | 9 tháng 2, 1993 (31 tuổi)   | 54   | 2   | Krasnodar              |
| 7  | TĐ | Derlis González            | 20 tháng 3, 1994 (30 tuổi)  | 51   | 9   | Olimpia                |
| 8  | TV | Damián Bobadilla           | 11 tháng 7, 2001 (22 tuổi)  | 1    | 0   | São Paulo              |
| 9  | TĐ | Adam Bareiro               | 26 tháng 7, 1996 (27 tuổi)  | 6    | 0   | San Lorenzo            |
| 10 | TV | Miguel Almirón             | 10 tháng 2, 1994 (30 tuổi)  | 55   | 7   | Newcastle United       |
| 11 | TĐ | Ángel Romero               | 4 tháng 7, 1992 (31 tuổi)   | 43   | 8   | Corinthians            |
| 12 | TM | Alfredo Aguilar            | 18 tháng 7, 1988 (35 tuổi)  | 3    | 0   | Sportivo Luqueño       |
| 13 | HV | Néstor Giménez             | 24 tháng 7, 1997 (26 tuổi)  | 2    | 0   | Libertad               |
| 14 | TV | Andrés Cubas               | 22 tháng 5, 1996 (28 tuổi)  | 19   | 0   | Vancouver Whitecaps FC |
| 15 | HV | Gustavo Gómez (đội trưởng) | 6 tháng 5, 1993 (31 tuổi)   | 74   | 4   | Palmeiras              |
| 16 | TV | Matías Rojas               | 3 tháng 11, 1995 (28 tuổi)  | 19   | 1   | Inter Miami CF         |
| 17 | TV | Alejandro Romero Gamarra   | 11 tháng 1, 1995 (29 tuổi)  | 20   | 5   | Al Ain                 |
| 18 | TĐ | Alex Arce                  | 16 tháng 6, 1995 (29 tuổi)  | 3    | 0   | LDU Quito              |
| 19 | TĐ | Julio Enciso               | 23 tháng 1, 2004 (20 tuổi)  | 14   | 0   | Brighton & Hove Albion |
| 20 | TV | Richard Sánchez            | 29 tháng 3, 1996 (28 tuổi)  | 34   | 1   | América                |
| 21 | TV | Fabrizio Peralta           | 2 tháng 8, 2002 (21 tuổi)   | 1    | 0   | Cruzeiro               |
| 22 | TM | Rodrigo Morínigo           | 7 tháng 10, 1998 (25 tuổi)  | 0    | 0   | Libertad               |
| 23 | TV | Mathías Villasanti         | 24 tháng 1, 1997 (27 tuổi)  | 37   | 0   | Grêmio                 |
| 24 | TĐ | Ramón Sosa                 | 31 tháng 8, 1999 (24 tuổi)  | 10   | 0   | Talleres               |
| 25 | HV | Gustavo Velázquez          | 17 tháng 4, 1991 (33 tuổi)  | 2    | 1   | Newell's Old Boys      |
| 26 | TV | Hernesto Caballero         | 9 tháng 4, 1991 (33 tuổi)   | 3    | 0   | Libertad               |

### Costa Rica
Huấn luyện viên:  Gustavo Alfaro
Costa Rica đã công bố đội hình 26 cầu thủ chính thức tham gia giải đấu vào ngày 11 tháng 6 năm 2024.
| Số | VT | Cầu thủ                      | Ngày sinh (tuổi)           | Trận | Bàn | Câu lạc bộ          |
| -- | -- | ---------------------------- | -------------------------- | ---- | --- | ------------------- |
| 1  | TM | Kevin Chamorro               | 8 tháng 4, 2000 (24 tuổi)  | 11   | 0   | Saprissa            |
| 2  | HV | Gerald Taylor                | 28 tháng 5, 2001 (23 tuổi) | 5    | 1   | Saprissa            |
| 3  | HV | Jeyland Mitchell             | 29 tháng 9, 2004 (19 tuổi) | 4    | 0   | Alajuelense         |
| 4  | HV | Juan Pablo Vargas            | 6 tháng 6, 1995 (29 tuổi)  | 22   | 3   | Millonarios         |
| 5  | HV | Fernán Faerrón               | 22 tháng 8, 2000 (23 tuổi) | 2    | 0   | Herediano           |
| 6  | HV | Julio Cascante               | 3 tháng 10, 1993 (30 tuổi) | 8    | 1   | Austin FC           |
| 7  | TĐ | Anthony Contreras            | 29 tháng 1, 2000 (24 tuổi) | 27   | 4   | Pafos               |
| 8  | HV | Joseph Mora                  | 15 tháng 1, 1993 (31 tuổi) | 9    | 0   | Saprissa            |
| 9  | TĐ | Manfred Ugalde               | 25 tháng 5, 2002 (22 tuổi) | 10   | 3   | Spartak Moscow      |
| 10 | TV | Brandon Aguilera             | 28 tháng 6, 2003 (20 tuổi) | 16   | 0   | Bristol Rovers      |
| 11 | TV | Ariel Lassiter               | 27 tháng 9, 1994 (29 tuổi) | 21   | 1   | CF Montréal         |
| 12 | TĐ | Joel Campbell                | 26 tháng 6, 1992 (31 tuổi) | 139  | 27  | Alajuelense         |
| 13 | TV | Jefferson Brenes             | 13 tháng 4, 1997 (27 tuổi) | 12   | 1   | Saprissa            |
| 14 | TV | Orlando Galo                 | 11 tháng 8, 2000 (23 tuổi) | 16   | 3   | Herediano           |
| 15 | HV | Francisco Calvo (đội trưởng) | 8 tháng 7, 1992 (31 tuổi)  | 93   | 11  | Juárez              |
| 16 | TV | Alejandro Bran               | 5 tháng 3, 2001 (23 tuổi)  | 6    | 0   | Minnesota United FC |
| 17 | TĐ | Warren Madrigal              | 24 tháng 7, 2004 (19 tuổi) | 12   | 1   | Saprissa            |
| 18 | TM | Aarón Cruz                   | 25 tháng 5, 1991 (33 tuổi) | 4    | 0   | Herediano           |
| 19 | TĐ | Kenneth Vargas               | 17 tháng 4, 2002 (22 tuổi) | 6    | 0   | Heart of Midlothian |
| 20 | TV | Josimar Alcócer              | 7 tháng 7, 2004 (19 tuổi)  | 11   | 1   | Westerlo            |
| 21 | TĐ | Álvaro Zamora                | 9 tháng 3, 2002 (22 tuổi)  | 11   | 1   | Aris                |
| 22 | HV | Haxzel Quirós                | 3 tháng 6, 1998 (26 tuổi)  | 7    | 0   | Herediano           |
| 23 | TM | Patrick Sequeira             | 1 tháng 3, 1999 (25 tuổi)  | 5    | 0   | Ibiza               |
| 24 | TĐ | Andy Rojas                   | 5 tháng 12, 2005 (18 tuổi) | 1    | 1   | Herediano           |
| 25 | HV | Yeison Molina                | 25 tháng 1, 1996 (28 tuổi) | 1    | 0   | Guanacasteca        |
| 26 | HV | Douglas Sequeira             | 16 tháng 9, 2003 (20 tuổi) | 0    | 0   | Saprissa            |